# Corry Brokken
Corry Brokken (Breda, Países Bajos; 3 de diciembre de 1932 - 2 de junio de 2016) fue una cantante y presentadora de televisión y radio neerlandesa. En 1963 y 1995 fue galardonada con un premio Edison (el equivalente neerlandés de los premios Grammy).
En 1952 debutó en la radio holandesa con la canción «I Apologize». Dos años más tarde, publicó su primer álbum y en 1956, fue la segunda representante de su país en el Festival de la Canción de Eurovisión. Su canción «Voorgoed Voorbij» («Se acabó para siempre») no se hizo con la victoria, y su posición final se desconoce, ya que únicamente fue anunciada la canción ganadora.
Un año más tarde, ganó el Festival de la Canción de Eurovisión 1957 con el tema «Net als toen» («Tal como entonces») compuesto por Willy van Hemert. Su última participación fue en 1958 con la canción «Heel de Wereld» («Todo el mundo»), consiguiendo la novena y última posición empatando con Luxemburgo.
Con una versión de «Milord», tema también interpretado por la cantante francesa Édith Piaf, consiguió alcanzar el número 1 de la lista de éxitos en los Países Bajos en 1960. La letra de la canción, sobre una prostituta, supuso un escándalo para la sociedad conservadora del país. 
Entre 1961 y 1972 desarrolló su carrera como presentadora en la televisión nacional. En 1971 publicó su último álbum, producido por Willem Duys.
Tras la victoria de Teach In, fue la encargada de presentar el Festival de la Canción de Eurovisión 1976. En ese mismo año, comenzó sus estudios de Derecho, para establecerse posteriormente como abogada en 1988 en La Haya.
En 1996 volvió a la esfera musical, publicando varios discos con posterioridad, y en 1997 fue la encargada de anunciar los votos del televoto de los Países Bajos en Eurovisión.
Después de su 70.º cumpleaños, Corry escribió varios libros de memorias, actuó en teatro, y editó un DVD.
En el año 2008, Corry Brokken sufrió un derrame cerebral, del que se pudo recuperar.
En el año 2009, la cantante publicó otro libro autobiográfico llamado Encore donde cuenta como fue su vida en la primera década del nuevo milenio.

## Sencillos
- (1956) «Voorgoed voorbij»
- (1957) «Net als toen»
- (1958) «Heel de wereld»

## Filmografía
- Jenny (1958)
- Redt een kind (1959)
- Uit met Maurice Dean (1968)